# Oak Alley Plantation

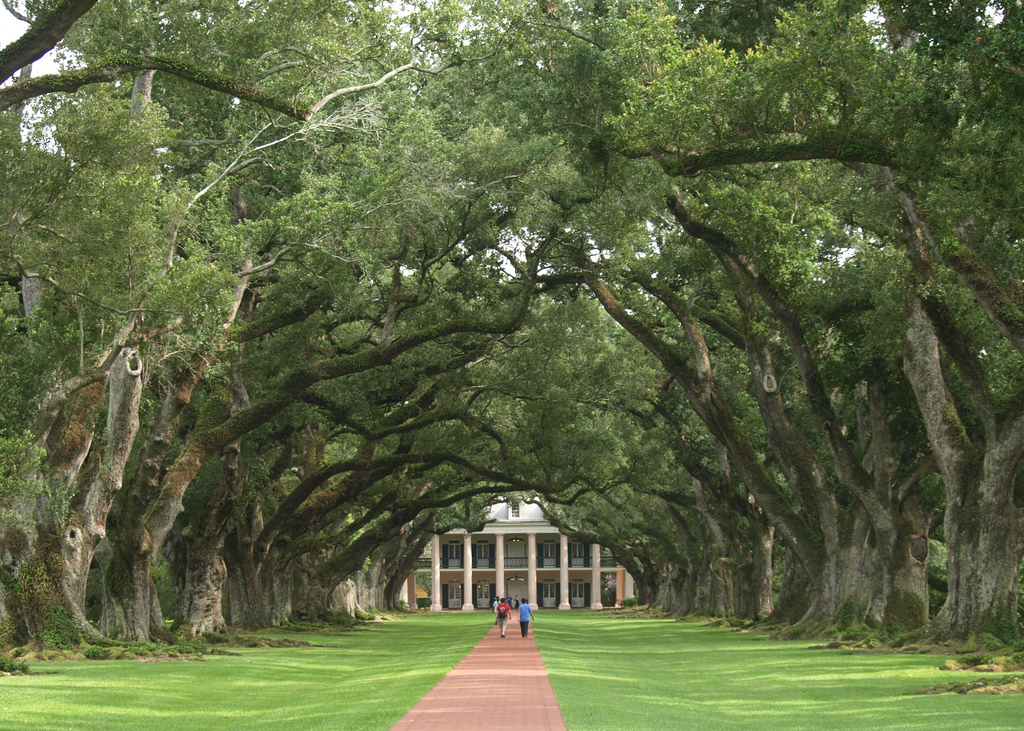
La piantagione Oak Alley Plantation vista dal viale alberato

Oak Alley Plantation è una storica piantagione della Louisiana situata sulla riva occidentale del fiume Mississippi, nella comunità di Vacherie, nella Parrocchia di Saint James. La sua grande particolarità è il percorso, di circa 240 metri, che conduce alla casa, formato da una fila di querce secolari su entrambi i lati, piantate molto prima che la casa attuale fosse costruita. La proprietà è stata dichiarata monumento storico nazionale nel 1974.
È considerata la più grande piantagione del sud degli Stati Uniti.

## Storia
La piantagione fu acquistata nel 1830 dal ricco uomo d'affari Valcour Aime, per la coltivazione dello zucchero. Aime cedette la proprietà a suo cognato Jacques Roman nel 1836. Da quel momento Jacques Roman iniziò la progettazione e la costruzione dell'attuale struttura che venne completata nel 1839 da una manodopera interamente composta da schiavi, uno dei quali, era un maestro delle tecniche di innesto degli alberi di noce pecan. Questo genere di alberi si può trovare oggi in tutto il sud del paese, sebbene gli alberi originali impiantati siano stati abbattuti dopo la guerra civile per dare più spazio ai campi di canna da zucchero.
Dopo la morte di Jacques Roman, la piantagione fu gestita da sua moglie Marie Josephine Roman, che a causa dell'inesperienza di gestione e delle pesanti spese finanziarie, mandò in bancarotta la tenuta. Nel 1859 prese il controllo della proprietà suo figlio Henri, cercando di risollevare le sorti finanziarie della tenuta. Henri, anche a causa degli sconvolgimenti economici della guerra civile e l'abolizione della schiavitù, non riuscì più a sostenere economicamente la proprietà della madre, indebitandosi notevolmente.
Nel 1866 la piantagione fu venduta all'asta a John Armstrong. Il nuovo proprietario non potendosi più permettere i costi di manutenzione, fece cadere in rovina l'edificio e fu costretto a venderlo nel 1925 ad Andrew Stewart, che lo acquistò come dono per sua moglie Josephine. Con la nuova proprietà la casa venne sottoposta a restauri e ad ammodernamenti, non fungendo più da piantagione di canna da zucchero ma come ranch per il bestiame. La produzione di canna da zucchero venne reintrodotta solo negli anni '60.
Gli Stewart sono stati gli ultimi proprietari della tenuta. Josephine lasciò la casa alla Oak Alley Foundation quando nel 1972 morì, di lì a poco è stata aperta al pubblico.

## Descrizione
L'edificio, realizzato in stile neogreco, con pianta quadrata, è circondato da tutti e quattro i lati da 28 colonne doriche che corrispondono alle 28 querce del viale principale. Nella tenuta sono presenti anche un vecchio garage per auto, una bottega del fabbro e il cimitero degli Stewart.